# Marcus Antonius Memmius Hiero
Marcus Antonius Memmius Hiero war ein im 3. Jahrhundert n. Chr. lebender römischer Politiker.
Durch Inschriften auf römischen Meilensteinen, die an verschiedenen Orten auf dem Gebiet der ehemaligen römischen Provinz Cappadocia gefunden wurden und die in die Regierungszeit von Philippus Arabs (244–249) datiert sind, ist belegt, dass Hiero Statthalter (Legatus Augusti pro praetore) dieser Provinz war.
Hiero ist vermutlich mit M. Antonius Mem[mius] identisch, der durch eine unvollständig erhaltene Inschrift in griechischer Sprache belegt ist. Falls dies zutrifft, bestand seine Laufbahn aus den folgenden Positionen: Da ein Vigintivirat in der Inschrift nicht aufgeführt ist, war sein erster Posten der eines Tribunus laticlavius (χειλίαρχος) in einer unbekannten Legion. Im Anschluss wurde er (vermutlich um 230) Quaestor (κουαίστορ) in der Provinz Lycia et Pamphylia. Danach war er in Rom tätig, wo er zunächst ab actis senatus (πράξεις συνκλήτου εἰληφότα) und in der Folge curulischer Aedil wurde.
Seine nächste Position war Legatus proconsulis (πρεσβευτὴν) in einer unbekannten Provinz, vermutlich handelte es sich dabei um die Provinz Asia. Es folgten die Ämter eines Praetors (στρατηγός δήμου 'Ρωμαίων) und des Präfekten eines Aerariums (ἔπαρχος αἰραρίου), bei dem es sich sehr wahrscheinlich um das aerarium saturni handelte. Im Anschluss wurde er im Range eines Praetors als corrector (διορθωτής) in der Provinz Galatia tätig; gleichzeitig mit diesem Amt (oder wenig später) übte er auch richterliche Funktionen in derselben Provinz aus und wurde electus ad cognoscendas vice Caesaris cognitiones. Nachdem er diese Aufgaben erfüllt hatte, wurde er vermutlich wenig später Statthalter in Cappadocia.
Da die Position des electus ad cognoscendas vice Caesaris cognitiones in der Provinz Galatia von konsularem Rang war, hatte er (entweder schon vorher oder gleichzeitig mit diesem Amt) ein Suffektkonsulat (τὸν λαμπρότατον ὑπατικόν) erreicht, das er vermutlich in absentia ausgeübt hatte.